# Gants du sacre
Les gants du sacre sont une paire de gants, symbole de noblesse et de pureté, qui était remise au nouveau roi au cours de son sacre, dans la France d'Ancien Régime. Par respect pour l'huile miraculeuse de la Sainte Ampoule, les gants enfilés après l'onction des mains, de même que la chemise du roi, étaient brûlés après le sacre.

## Les gants dans la cérémonie du sacre
Les gants étaient remis au roi au cours de la cérémonie du sacre, après le rituel de chevalerie et l'onction, au début de la remise des insignes royaux. Le chambellan revêtait ainsi le roi de la tunique semblable à celle du sous-diacre, de la dalmatique semblable à celle du diacre et du manteau semblable à la chasuble du prêtre. Il s'agissait d'un rite emprunté à la consécration des évêques car l'évêque, récapitulant en sa personne les trois ordres sacrés, portait ces trois ornements pour les offices pontificaux. Le roi, comme eux, pouvait alors recevoir des gants, avec des prières également empruntées au pontifical romain.